# سیارک ۷۶۲۶
سیارک ۷۶۲۶ (به انگلیسی: 7626 Iafe، نامگذاری:1976QL2) هفت هزار و ششصد و بیست و ششمین سیارک کشف شده‌است که در ۲۰ اوت ۱۹۷۶ کشف شد.
قدر مطلق سیارک برابر ۴۴.۶ است.